# Taos
Taos Indijanci, pleme američkih Indijanaca iz skupine Tiwa, porodica Tanoan, naseljeno u vrijeme dolaska Španjolaca (1540.) u dolini Taos u Novom Meksiku. 
Nastambe Taosa građene su od adobe-opeka, ćerpiča sušenog na suncu što je bilo uobičajeno i kod ostalih pueblo-plemena, Tiwa, Keresa, Towa, Tewa, Zuñija i Hopija. Taosi su kao i ostali puebli bili agrarno društvo, uzgajivači kukuruza koji ovdje žive najmanje 800 godina. Dolaskom španjolskih konkvistadora i uvođenje kršćanske vjere doverst će do čuvenog pueblo-ustanka 1680. u kojem će Taosi imati značajnu ulogu, a vođa ustanka, Pope, imat će svoje komandno mjesto u Taosu. Petnaest godina kasnije, Španjolci će ponovno uvesti svoje misije. Broj će im početi opadati napadima susjednih Juta i Navaha, koji su pobili mnoge Taose a nakom meksičkog rata doći će Amerikanci. Na mjesto guvernera u novom Meksiku postavljen je Charles Bent, Amerikanac iz Charlestona, Zapadna Virginia (u to vrijeme Virginia), kojeg su Taosi ubili 19. siječnja 1847. Ovo će rezultirat invazijom američke vojske na Taos, u kojoj je 150 Taosa pobijeno, a 16 ih je kasnije smaknuto zbog učestvovanja u ustanku. Taosi ipak neće mirovati ni kasnije. Godine 1910. podižu svoj posljednji ustanak. 

## Vanjske poveznice
- The Taos Indians  Arhivirana inačica izvorne stranice od 25. lipnja 2008. (Wayback Machine)